# Höhenfußpunktdreieck

Höhenfußpunktdreieck mit Höhenfußpunkten H_{a}, H_{b} und H_{c}

Das Höhenfußpunktdreieck (seltener: orthisches Dreieck) ist ein Begriff aus der Dreiecksgeometrie. Es entsteht dadurch, dass die Fußpunkte der drei Höhen (also die Punkte {\displaystyle H_{a}}, {\displaystyle H_{b}} und {\displaystyle H_{c}}, in denen die Lote von den Ecken des Dreiecks auf die gegenüber liegenden Seiten diese Seiten schneiden) miteinander verbunden werden. Im Sonderfall eines rechtwinkligen Dreiecks ist das Höhenfußpunktdreieck entartet, da dann zwei Fußpunkte zusammenfallen. Das Höhenfußpunktdreieck ist das zum Höhenschnittpunkt (Orthozentrum) gehörige Fußpunktdreieck.

## Eigenschaften

Die Höhen des Referenzdreiecks halbieren die Innen- oder Außenwinkel des Höhenfußpunktdreiecks

Höhenfußpunktdreieck mit Höhenfußpunkten H_{a}, H_{b} und H_{c}, Euler-Geraden e_{a}, e_{b} und e_{c} mit dem gemeinsamen Schnittpunkt P auf dem Feuerbachkreis

- Jede Höhe des ursprünglichen Dreiecks halbiert entweder einen Innenwinkel oder einen Außenwinkel des Höhenfußpunktdreiecks. Daher stimmt für ein spitzwinkliges Dreieck ABC der Höhenschnittpunkt H dieses Dreiecks mit dem Inkreismittelpunkt des Höhenfußpunktdreiecks überein. Ist das Dreieck ABC dagegen stumpfwinklig, so ist H gleich einem der Ankreismittelpunkte des Fußpunktdreiecks.[3][4]
- Der Umkreis des Höhenfußpunktdreiecks ist der Feuerbach-Kreis des ursprünglichen Dreiecks.
- Die Dreiecke {\displaystyle AH_{b}H_{c}}, {\displaystyle BH_{a}H_{c}} und {\displaystyle CH_{a}H_{b}} sind alle ähnlich zum Referenzdreieck {\displaystyle ABC}, aber mit unterschiedlicher Orientierung.[4]
- Die Euler-Geraden der Dreiecke {\displaystyle AH_{b}H_{c}}, {\displaystyle BH_{a}H_{c}} und {\displaystyle CH_{a}H_{b}} schneiden sich in einem gemeinsamen Punkt, der auf dem Feuerbachkreis des Referenzdreiecks {\displaystyle ABC} liegt.[5]
- Das Tangentendreieck {\displaystyle Q_{a}Q_{b}Q_{c}} des Referenzdreiecks {\displaystyle ABC} ist ähnlich zu dem Höhenfußpunktdreieck {\displaystyle H_{a}H_{b}H_{c}} und die entsprechenden Dreiecksseiten sind parallel, das heißt {\displaystyle Q_{a}Q_{b}\parallel H_{a}H_{b}},  {\displaystyle Q_{b}Q_{c}\parallel H_{b}H_{c}} und  {\displaystyle Q_{a}Q_{c}\parallel H_{a}H_{c}}.[5]
- Fagnano-Problem: Unter allen Dreiecken, die einem spitzwinkligen Dreieck einbeschrieben sind, hat das Höhenfußpunktdreieck den kleinsten Umfang.[6]